# Hardbodies 2
Hardbodies 2 é um filme estadunidense de comédia sexual de 1986, sendo a sequência do filme de comédia adulta de 1984 Hardbodies. Foi dirigido por Mark Griffiths e contou com Brad Zutaut, Fabiana Udenio, James Karen e Alba Francesca. A trama envolve dois homens, Scotty e Rags, e duas equipes de filmagem na Grécia, assumindo as identidades de alunos que participam de Semester at Sea, e extrai humor do uso de palavrões e nudez. O filme foi lançado pela CineTel Films e tem um tempo de execução de 88 minutos. Leonard Maltin deu ao filme uma classificação de "bomba". O filme apresenta os navios de cruzeiro da Epirotiki Lines Apollon XI e MTS Oceanos (cenário de Semester at Sea), que encalharam em 1989 devido ao tufão Dan e afundaram em 1991 devido a inundações descontroladas, respectivamente.

## Elenco
- Brad Zutaut como Scotty Palmer
- Fabiana Udenio como Cleo/Princesa
- James Karen como Logan
- Alba Francesca como Zacharly
- Sorrells Pickard como Carlton Ashley
- Roberta Collins como Lana Logan
- Brenda Bakke como Morgan
- Sam Temeles como Rags
- Louise Baker como Cookie
- Curt Wilmot como Sean Kingsley
- Alexandros Mylonas como Brucie
- Yula Gavala como esposa do sequestrador
- Giorgos Kotanidis como sequestrador
- Giorgos Tzifos como pai de Cleo